# Chusquea acuminata
Chusquea acuminata är en gräsart som beskrevs av Johann es Christoph Christian Döll. Chusquea acuminata ingår i släktet Chusquea och familjen gräs. Inga underarter finns listade i Catalogue of Life.